# Порцеляна Херенд

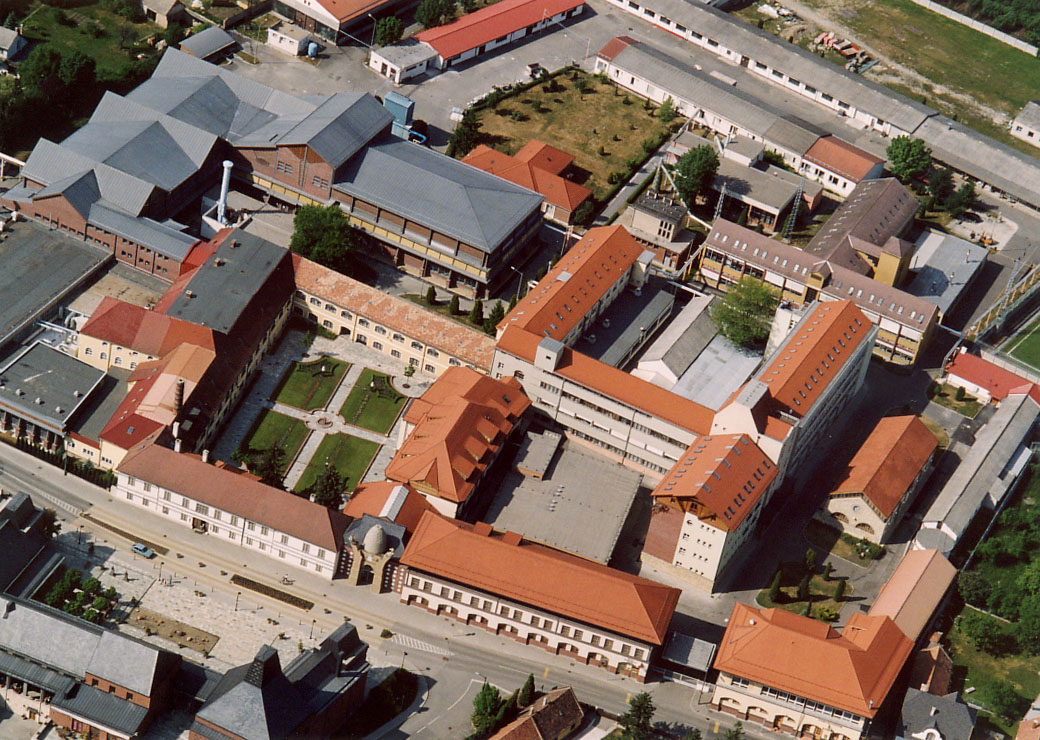
Мануфактура Херенд

 Порцеляна Херенд  - вироби з порцеляни, які виготовляє мануфактура в містечку Херенд, Угорщина.

## Історичні дані
У порівнянні з мануфактурами Саксонії, Російської чи навіть Австрійської імперії, порцелянова мануфактура в Угорщині виникла досить пізно.
У 1826 р. Вінце Штингл заснував невелику майстерню в селищі Херенд, що виготовляла фаянсові вироби. У 1839 р. майстерня змінила власника. Підприємець Мор Фішер вклав значні кошти і мануфактура перейшла на випуск порцеляни. Рік 1839  і вважається роком народження порцеляни Херенд.

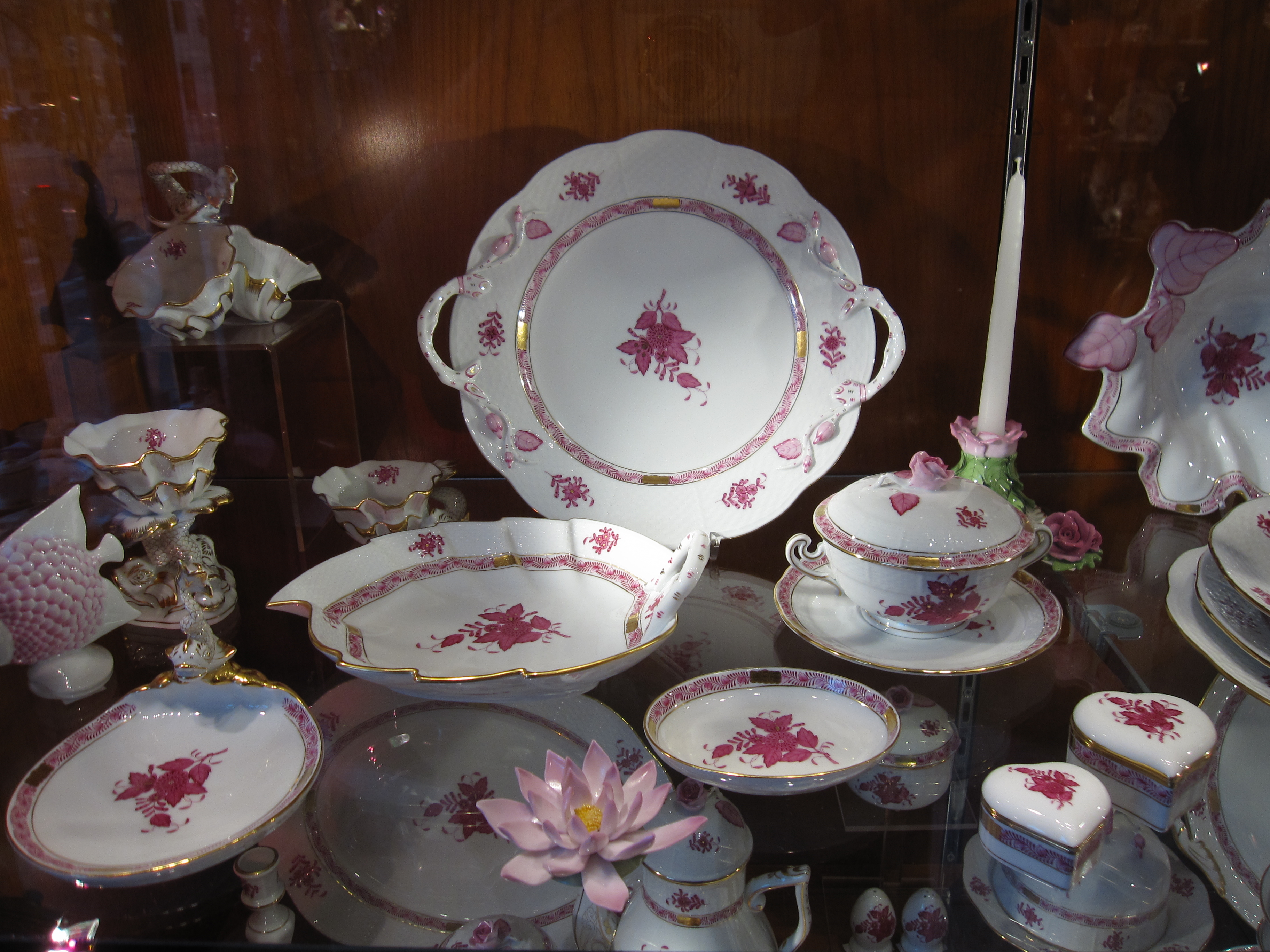

Вже у 1842 р. мануфактура Херенд отримала покровительство від австрійського королівського двору, її тодішня назва — «Імператорська і королівська привілейована порцелянова фабрика». Керівництво мануфактури в тому ж 1842 р. дало свої вироби на промислову виставку, де порівняння виробів виявило близькість виробів Херенд до віденської порцеляни Аугартен. Виробництво не виділялося значною індивідуальністю, бо комерційний успіх на початковому етапі для молодого виробництва був важливішим за все. Порцеляна Херенд вдало копіювала зразки саксонської (Мейсен), віденської (Аугартен), Севрської порцеляни. Замовниками подібної порцеляни стали австрійські аристократи і державні діячі імперії, що дало значний матеріальний прибуток. Мануфактура робить ставку на елітні зразки з індивідуальним декором, так декори «Квіти Індії» чи «Малі троянди » стають характерними саме для порцеляни Херенд.
Спрацював на європейську популярність і успіх порцеляни Херенд на Всесвітній виставці 1851 року в Лондоні. Тоді королева Британії Вікторія придбала обідній сервіз Херенд з метеликами в стилі шинуазрі. Це мало широкой розголос і зміцнило позиції мануфактури, зробивши її вироби престижними.
Майстри мануфактури Херенд не відкривають нових шляхів, а працюють в ретро стилях. На це спрацювало і поширення історичних стилів в архітектурі 1860-х рр. в Європі.
З 1930 рр. мануфактура повторила уславлені зразки виробів минулого. Почався випуск і дрібної порцелянової пластики. А імена угорських майстрів порцеляни Херенд ( Міклош Іжо, Дьорл Ваштаг, Міклош Лігеті ) стають широко відомі прихильникам і знавцям європейської порцеляни.
У 2011 р. мануфактура Херенд святкує 185 - річчя з року свого заснування ще як майстерні фаянсу.

## Галерея

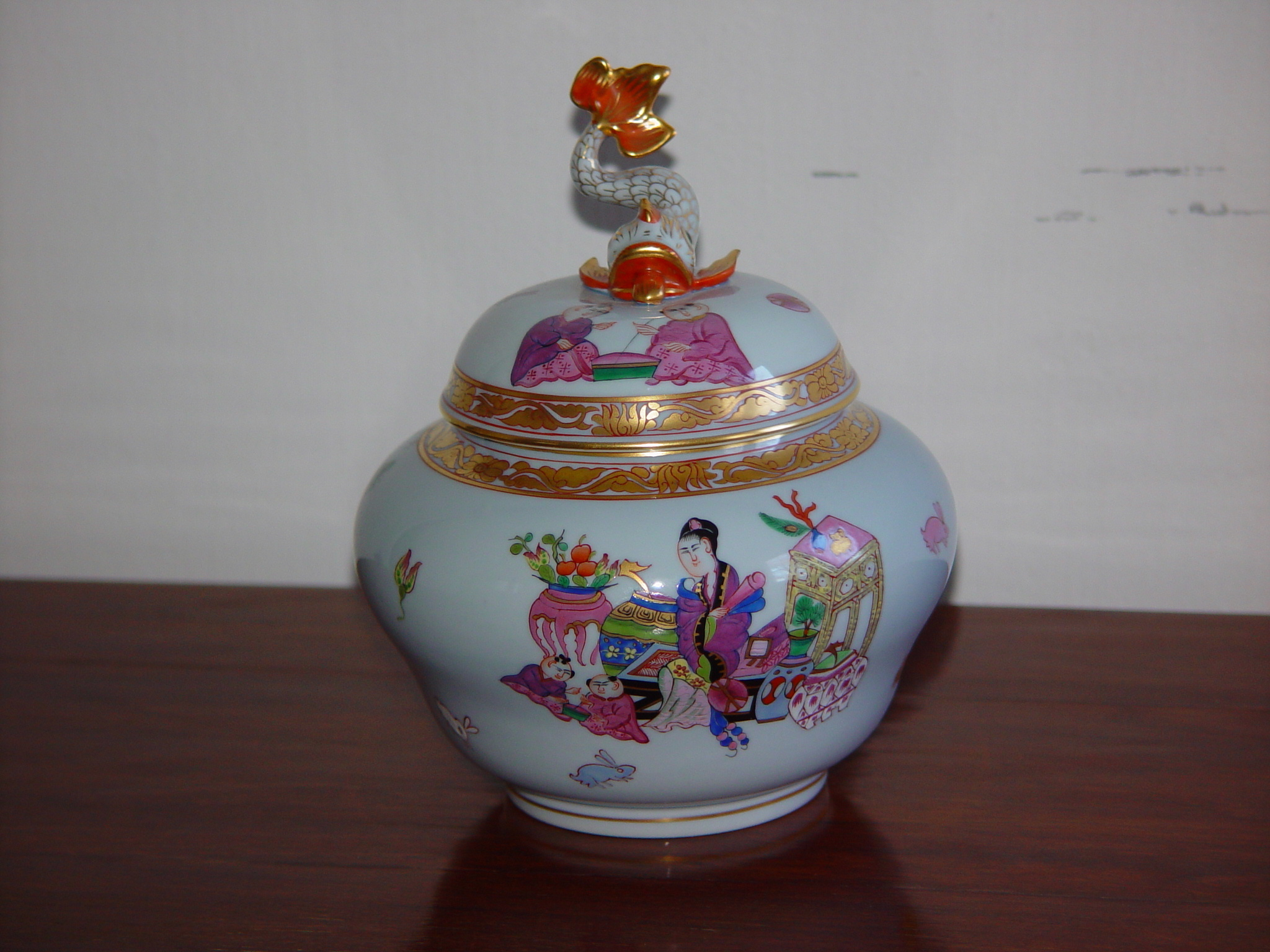
В стилі щинуазрі
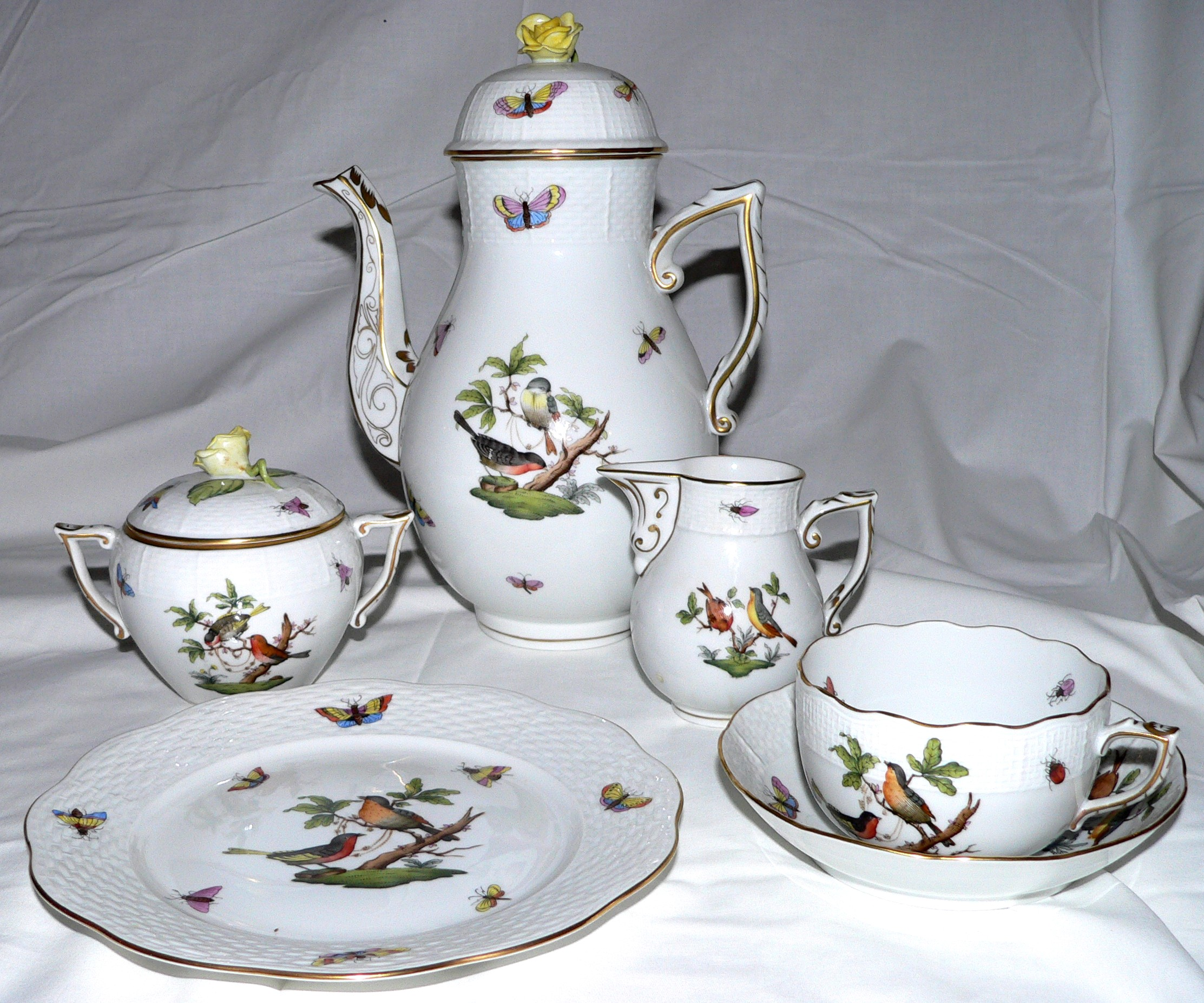
Сервіз
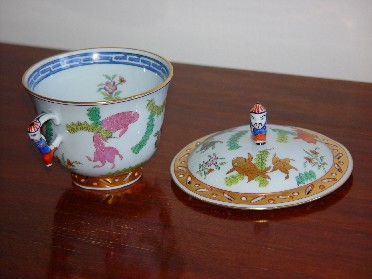
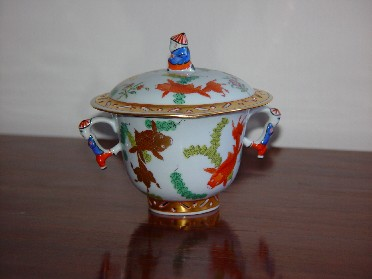